# Karangbaru (Ciwaru)
Karangbaru is een bestuurslaag in het regentschap Kuningan van de provincie West-Java, Indonesië. Karangbaru telt 2370 inwoners (volkstelling 2010).